# Melinci
Melinci (mađarski: Muramelence), naselje u slovenskoj Općini Beltincu. Melinci se nalazi u pokrajini Prekmurju i statističkoj regiji Pomurju. 

## Stanovništvo
Prema popisu stanovništva iz 2002. godine naselje je imalo 815 stanovnika.

## Šport
Od 1991. održava se Dnevno-nočni turnir v malem nogometu Melinci.